# Miliá (Évros)
Pour les articles homonymes, voir Milia.
Miliá (grec moderne : Μηλιά) est une localité située dans le dème d'Orestiáda, dans le district régional d'Évros, dans la périphérie de Macédoine-Orientale-et-Thrace, en Grèce.
La localité appartient au district municipal de Trígono et constitue l'une des communautés municipales. Selon le recensement de 2021, elle compte 28 habitants.